# Dzhankoi
Dzhankoi (em ucraniano e russo: Джанкóй; em tártaro da Crimeia:  Canköy) é uma cidade da Ucrânia. Tem 26 km² de área e sua população em 2014 foi estimada em 38.622 habitantes.